# Марица Надлишкова Бартол
Марица Надлишкова Бартол (Трст, 10. фебруар 1867 — Љубљана, 3. јануар 1940) била је словеначка учитељица, уредница, публициста, преводилац и књижевница.

## Биографија
Марица Надлишкова рођена је у Трсту, 10. фебруара 1867. године. Након завршетка средње школе и похађања Више учитељске школе у Горици,  1886. године, Марица почиње почиње да предаје у школама у околини Трста. У периоду од 1897. до 1900. године уређивала је први женски словеначки часопис Словенка. Свој допирнос о књижевности и о женама почела је да пласира и друге словечке новине - Словеначки свет и Словеначка нација и у многе друге.
Марица није похађала универзитет, али је своје знање стекла читањем дела руске, италијанске, немачке и француске књижевности, а њена велика љубав према читању помогла јој је у њеном даљем образовању и широком погледима на свет, који је далеко превазишао културни хоризонт у приградском и школском окружењу. Иако је већ била наставница у школи, где је између осталог предавала и музичко, своје образовање и видике још више прошири. Аматерски се бавила и бициклизмом.
Од стране епископа Јосипа Јураја Штросмајера 1895. године, изабрана је за словеначку представницу друштва Св. Ћирило и Методије, заједно са Милком Малкоч. Такође, била је чланица Опште женске заједнице Словеније. Њен син био је Владимир Бартол, словеначки писац, драматург и публициста.
У априлу 1899. године, Марица је напустила свој уреднички и књижевни рад на послу  и почела самостално да се бави књижевношћу.

## Књижевна дела
Године 1889. објавила је први роман под називом "Моја пријатељица" у Љубљанском звону, затим нје написала краћу прозу, а након тога објавила роман Фата Моргана 1898. године. Њена прва прича, која је првенствено покривала садржај учитељског живота и тему женске љубави, написана је у незрелом романтизму.
Под утицајем Јанка Керсника и других руских књижевних реалиста, она се касније определила за умерени поетски реализам. Њен роман Фата моргана и збирку На обали објављени су доста година касније након њене смрти, 1998. и 2005. године.
Поред књижевности, бавила се и послом превођења, па је велики број дела из италијанске књижевности превела на словеначки језик.

### Дела
- Фата Моргана (1998)
- Америка и друге приче о мојој деци (2009)
- На обали (2005)
- С тринком на Трчмун (1985)
- Об споминих на Симона Грегорича (1937)
- Жена, слабији пол (1898)
- Љубезен ин родиљубље (1897)
- Денар ин среча (1897)
- Моја пријатељица (1898)